# مسجد موضي بنت أبي وهطان
مسجد موضي بنت أبي وهطان، من المساجد الأثرية في الطريف باالدرعية في منطقة الرياض.

## سبب التسمية
يُنسب هذا الاسم إلى زوجة الإمام محمد بن سعود مؤسس الدولة السعودية الأولى.

## موقع المسجد
يقع المسجد في حي الطريف، والجهة الجنوبية من بيت المال، وشرق قصر سلوى، وقد كان هذا البناء خلال فترة الدولة السعودية الأولى حيث بدأ إستخدامه في بدايات القرن الثاني عشر الهجري، وقد أُعيد بناء جزء من خلوة المسجد لتصبح على شكلها الحالي، وكما أُعيد ترميم المسجد إلى ماكن عليه ليصبح مكاناً تقام فيه الصلوات، وقد تم تشييد مبنى جديد يتكون من دورين على جزء من أنقاضها، بينما أُستخدم الفناء القديم مكباً للنفايات من السكان المقيمين بالمنطقة.

## المسجد والسبالة
كانت السبالة عبارة عن تصميم كالخان، ولكن بحجم أصغر، وكانت عبارة عن طابقين تحيط بفناء مكشوف ويستخدم في إقامة وسكنى التجار الرجل عندما يفدون إلى المدينة، وكانت هناك عدة أبواب بالجدار الشرقي على امتداد الطريق الضيق، وكانت عبارة عن محلات تجارية مؤقتة لخدمة التجار الوافدين للمكان، أما المجلس وغرف الخدمة مثل المطابخ، وغرف التخزين، فكانت تقع حول الدور الأرضي من الفناء، وكان يوجد إسطبلات متصلة بالسبالة لإطعام الدواب والحيوانات المرافقة لقوافل التجار، وأما فناء السبالة فكان يُستخدم كمساحة خارجية يجتمع فيها المقيمين للترفيه عن أنفسهم ومناقشة أمورهم التجارية، وكما كان مكاناً لإعداد الطعام وصنع الخبز وتخزين الخشب، وحول الفناء بالطابق الأول كانت تتواجد غرف النوم التي يُقيم فيهلا التجار الرحل، أما المسجد فيتصل بفناء السبالة عن طريق عدة أبواب، ويُستخدم كمكان رئيسي تُقام فيه الصلاة بحي الطريف.

## محتوى سبالة المسجد
- المجلس أو غرفة تناول القهوة العربية كانت أرضية المجلس تُفرش إما بالبساط، أو السجاد، أو الحصير المستخرج من سعف النخيل.
- تأثيث غرفة النوم كانت غرف النوم يتم تأثيثها من المفروشات لالتقليدية منها الدويش الذي يعتبر مرتبة كبيرة الحجم يجري تغطيتها باللحاف ثم المطرحة وهي أصغر حجماً من اللحاف.
- المجمل يقع مسجد وسبالة موضي على حافة أهم منطقة سكنية بحي الطريف، حيث جرى تصميمها كمبنى متعدد الاستخدام حيث أنه يتكون من وحدات سكنية ومسجد.
- المسجد كان المسجد ملحقاً بالسبالة، وتصميمه مماثل مع المساجد الأخرى في المنطقة حيث يتكون من ساحة مغطاة وفناء مكشوف، وكان بلا مأذنة حيث يُرفع الأذان من فوق سطح المسجد، والسلالم المؤدية للسطح توجد على طرفي المنطقة المغطاة من المسجد.[3]

## انظر ايضاً
- الطريف
- موضي بنت أبي وهطان

## وصلات خارجية
- موضي بنت سلطان أبو وهطان الكثيري زوجه الإمام محمد بن سعود.
- الطريف.. شروق التاريخمن جنبات الوادي.